# Электросила (завод)

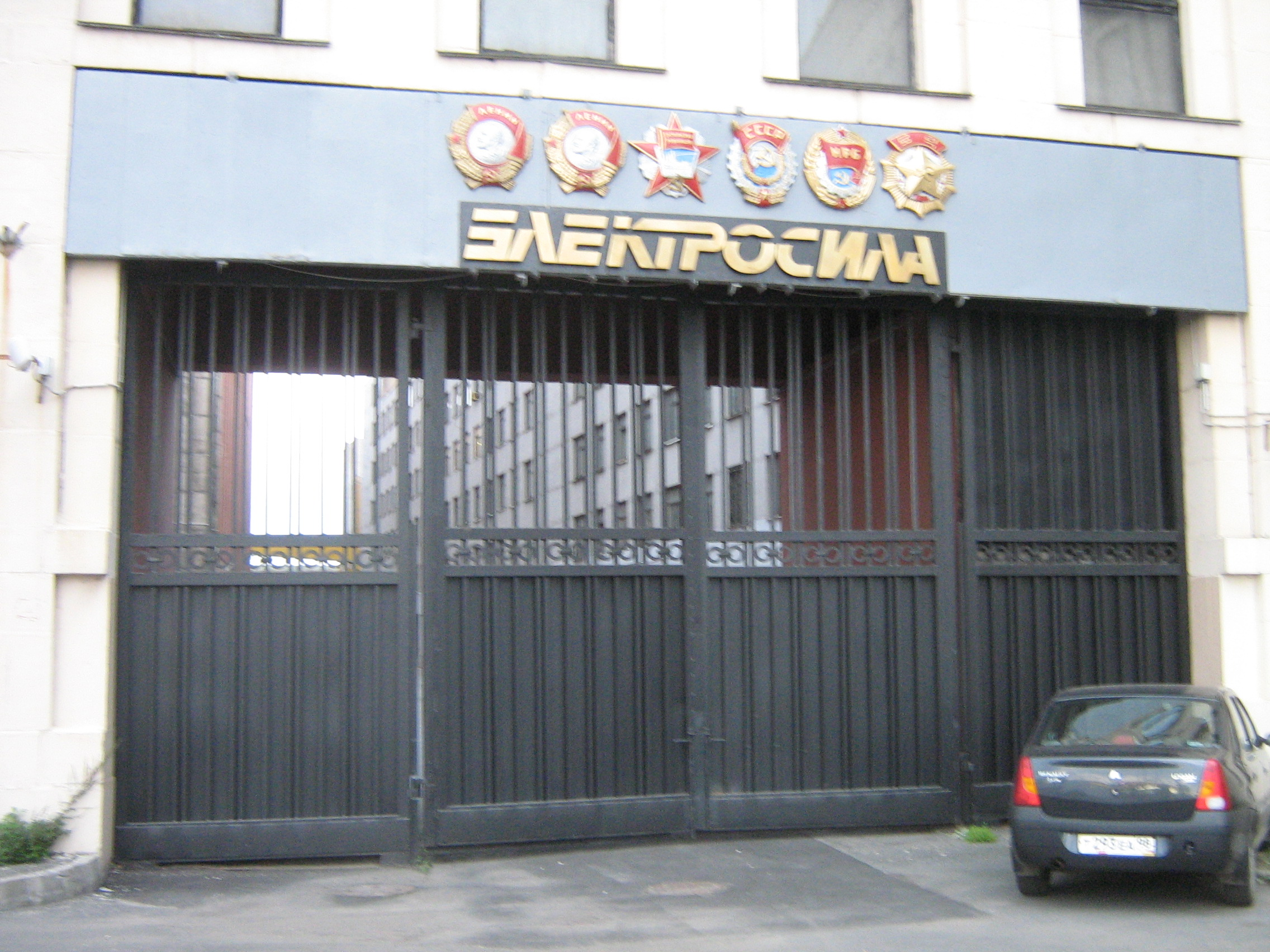
Так называемые «Царские ворота» завода

Завод «Электроси́ла» — энергомашиностроительное предприятие в Санкт-Петербурге, специализирующееся на производстве электрических машин, тяговых двигателей, генераторов компании АО «Силовые машины».

## История
Предтечей предприятия была созданная в 1853 году электротехническая фабрика, отделение берлинского завода «Сименс-Шуккерт». Такое решение было связано с обширными заказами русского правительства (прежде всего военного ведомства), сделанными этому акционерному обществу. Оно располагалось на 1-й линии Васильевского острова.
Датой основания завода считается 1898 год, когда фабрика вошла в состав акционерного общества русских электротехнических заводов «Сименс и Гальске».
После Октябрьской революции 1917 года национализирован и переименован.
Занятые заводом территории по обе стороны Московского шоссе, как называлось продолжение тогдашнего Забалканского проспекта, вошли в административную черту города только после революции, когда в мае 1917 года Александровский пригородный участок был преобразован в Московский район. Проспект разъединял западную и восточную территории завода вплоть до 1969 года, когда был построен автомобильный тоннель под Московским проспектом. Для стороннего гражданского транспорта этот тоннель был недоступен, так как въезд и выезд располагались на территории завода. По этой причине строительство заводского тоннеля в СМИ не афишировалось — в отличие от пешеходного тоннеля, строительство которого было начато одновременно с транспортным. Из-за вынужденной привязки обоих проектов друг к другу пешеходный тоннель с выходом на островную трамвайную остановку оказался в 100 метрах от выхода из метро. Это сделало его крайне неудобным для пешеходов, что постоянно приводило к тяжёлым ДТП с гибелью людей, перебегавших проспект напротив завода.
Автомобильный тоннель значительно упростил технологические связи завода и повысил пропускную способность Московского проспекта — парадного въезда в город со стороны аэропорта Пулково. По состоянию на весну 2014 года заводской тоннель перегорожен с обеих сторон как для проезда, так и для прохода, но цел, и выполняет функцию кабельного коллектора.
Также с 1927 года выпускалась заводская многотиражка «Электросила». Главным редактором газеты в 1930-х годах работала О. Ф. Берггольц.
После Великой Отечественной войны завод был вовлечён в работы атомного проекта СССР. В рамках Первого главного управления при заводе «Электросила» было создано СКБ, проект постановления о создании СКБ готовили руководитель проекта Б. Л. Ванников, нарком электропромышленности СССР И. Г. Кабанов и представитель Госплана Н. А. Борисов. После доработки документ вышел в виде Постановления СНК СССР от 27 декабря 1945 года № 3176-964сс «Об организации Особого конструкторского бюро по проектированию электромагнитных преобразователей при заводе „Электросила“ Наркомэлектропрома».

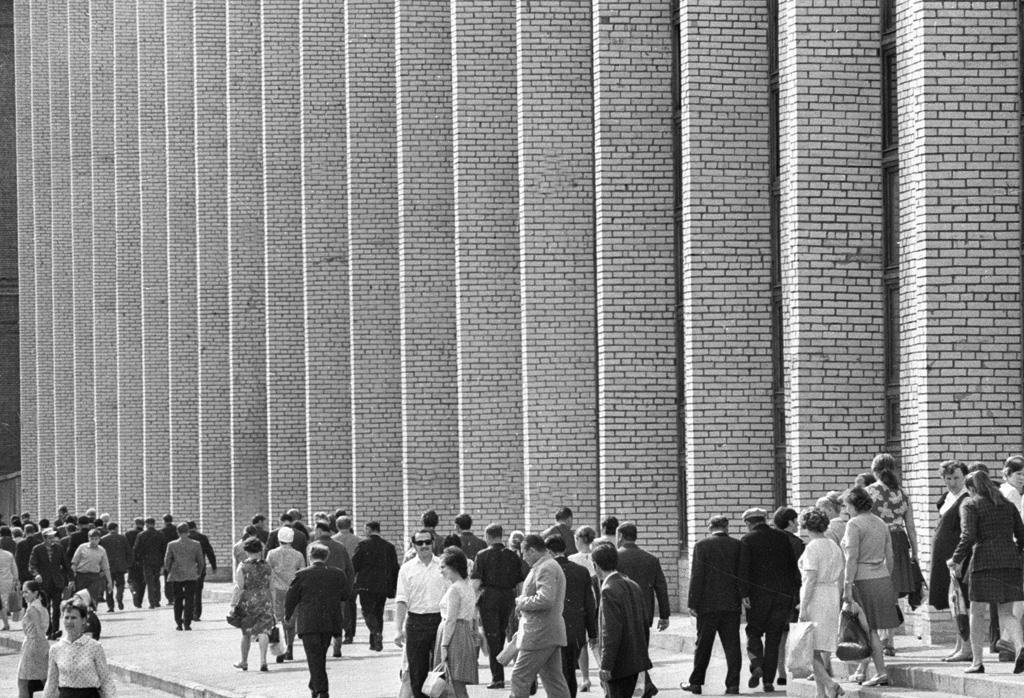
Рабочие завода «Электросила» выходят после смены (1971)

В советское время здесь производились генераторы для электростанций, в том числе и оборудование для Волховской, Днепровской и Рыбинской ГЭС, а также бытовые пылесосы. Филиал завода был расположен в городе Дно.
Завод имел обширные международные связи, осуществляя поставки своей продукции на экспорт в развивающиеся и развитые страны, достойно конкурируя с грандами тяжёлого электромашиностроения. Товарный знак «Электросилы» был известен во всём мире.
В советское время носил имя С. М. Кирова: объединение «Электросила» имени С. М. Кирова.
В 1961 году вблизи завода открылась одноименная станция метро.
Новые корпуса для завода: административный и инженерно-бытовой — многоэтажные здания из бетона, алюминия и стекла, сооружены в 1970-х годах (архитекторы Т. Ф. Беленькая, М. А. Садовский, В. И. Кисельгоф, инж. В. И. Яроцкая).
Весной 2012 года в рамках проекта редевелопмента территории началась расчистка территории площадью 7 га, расположенной между главным зданием «Электросилы» (Московский проспект, 139) и Варшавской улицей. Официальный адрес демонтируемого здания — Московский проспект, 139, лит. Ф. Разборку вела группа компаний «Размах». По планам, здесь должны появиться жилые дома, коммерческие и торговые площади. Концепция разработана мастерской «Студия 44» Н. И. Явейна.

## Руководители
- Иванов, Александр Михайлович — директор с 1932 по 1935 год.
- Мухин, Григорий Яковлевич — директор в годы войны и до 1950 года.
- Порохня Иван Васильевич — директор с 1964 по 1970 год.
- Фомин, Борис Иванович — генеральный директор с 1970 по 1997 год, Герой Социалистического Труда.
- Урусов, Равиль Алимджанович.
- Рабченя, Владимир Николаевич — с 2010 по 2019 год.
- Чувашев, Анатолий Анатольевич — с ноября 2019 по июль 2020 года.

## Куда поставлялась продукция завода
- Костромская ГРЭС — турбогенератор типа ТВВ-1200-2,
- Кольская АЭС — четыре энергоблока оборудованы генераторами ТВВ-220-2АУ3,
- Ленинградская АЭС — генераторы ТВВ-500-2А,
- Нововоронежская АЭС — два генератора ТВВ-220-2АУ3, два генератора ТВВ-500-4У3,
- Нововоронежская АЭС-2 — генератор Т3В-1200-2АУ3,
- Нижнетуломская ГЭС — генераторы СВ-546/90-40,
- Волховская ГЭС — генераторы СВ 8750-75,
- Новомичуринская ГРЭС-24 — генератор ТВВ-320-2Е,
- Сургутская ГРЭС-1 — генераторы ТВВ-200-2А.
- Ловииса (АЭС в Финляндии)
- Харанорская ГРЭС — генератор Т3ФП-220-2У3,
- Минская ТЭЦ-5 — генератор Т3В-320-2У3
- ТЭС Костанера — 7-й генератор.
- Калининградская ТЭЦ-2 — генераторы Т3ФГ-160-2МУ3
- Атоммаш — в советский период: 4 фрезерно-расточных станка, 2 поворотных стола, 2 делителя.
- Черепетская ГРЭС — четыре генератора ТФ-160-2У3
- Киришская ГРЭС — генератор Т3ФП-80-2МУ3

Конаковская ГРЭС 8 машин 350 и 320 МВт